# 넉줄고사리
넉줄고사리(학명: Davallia mariesii)는 고사리목 넉줄고사리과 넉줄고사리속에 속하는 착생성 낙엽 양치식물의 일종이다. 키는 15cm까지 자라며 땅속줄기는 납작한 갈색 피질에 덮였다. 월동성이 뛰어나 -7°C의 저온까지 견딜 수 있다.